# 德米特里·叶戈罗夫

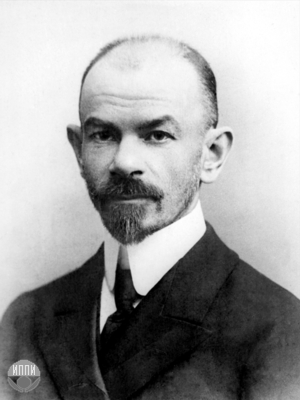
德米特里·叶戈罗夫

德米特里·费奥多罗维奇·叶戈罗夫（俄語：Дми́трий Фёдорович Его́ров，1869年12月22日—1931年9月10日），俄罗斯及苏联数学家。他的主要贡献在于微分几何、数学分析等领域。
1911年，叶戈罗夫发表了叶戈罗夫定理。1921年，当选莫斯科数学学会会长。1923年，成为莫斯科大学数学与力学学院院长。